# Osvobození Kopřivnice

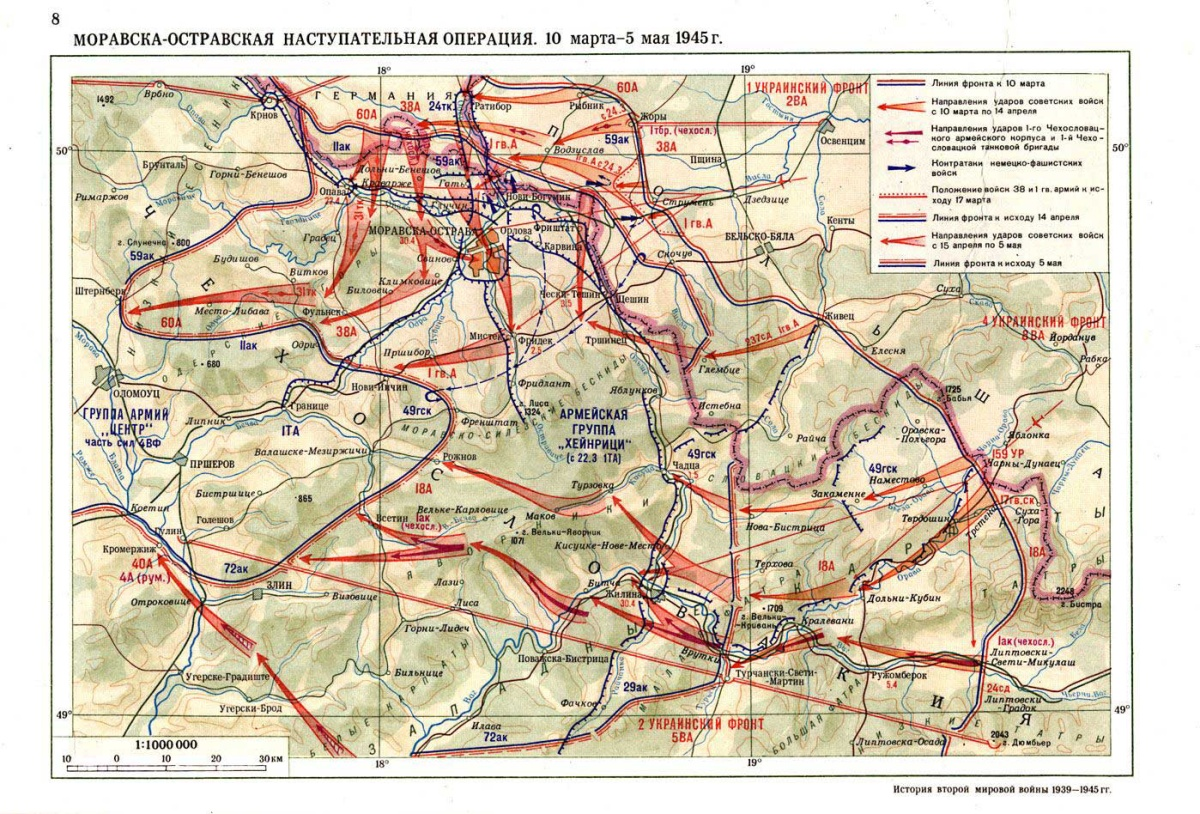
Posuny vojsk ve východní Moravě do 5. května 1945.

Osvobození Kopřivnice se uskutečnilo ve dnech 5. a 6. května 1945.

## Průběh
K postupu sovětských vojsk směrem na jihovýchod došlo v závěru Ostravské operace. Ještě předtím ale docházelo k sporadickým přesunům frontových německých vojsk, gestapa a vojsk, která byla dislokována v slovenském pohraničí s protektorátem Čechy a Morava, přes Kopřivnici směrem na západ dále od východní fronty.
Německá armáda v noci z 5. na 6. května vtrhla do několika domů v Kopřivnici s prosbou o proviant. Po dvou hodinách však ve zmatku němečtí vojáci opustili Kopřivnici směrem na západ a přes Závišice se stáhli. Rudá armáda do Kopřivnice vstoupila od Drnholce nad Lubinou (dnešní Lubina) v sedm hodin ráno; ještě předtím však v okolí Kopřivnice dopadlo několik dělostřeleckých granátů. Obranu průmyslově významné Kopřivnice tak Němci vzdali prakticky bez boje.
Po obsazení Kopřivnice sovětskou armádou převzal maršál[zdroj⁠?!] Ivan Fedorov[zdroj⁠?!]  továrnu v Kopřivnici do vojenské správy. V okolí Kopřivnice byly rozmístěny raketomety Kaťuša, které ostřelovaly německé pozice u Nového Jičína. Drobné boje v Kopřivnici a okolních vsích vedly k několika menším požárům. V bojích padlo celkem 22 místních občanů.